# اوتکو شن
اوتکو شن (انگلیسی: Utku Şen؛ زادهٔ ۱۵ ژوئن ۱۹۹۸) بازیکن فوتبال اهل آلمان است.
از باشگاه‌هایی که در آن بازی کرده‌است می‌توان به باشگاه فوتبال اسنابروک اشاره کرد.